# Краснояровский сельсовет (Алтайский край)
Краснояровский сельсовет — муниципальное образование со статусом сельского поселения и административно-территориальное образование в Шипуновском районе Алтайского края России. Административный центр — село Красный Яр.

## Население
| 1997  | 1998  | 1999  | 2000  | 2001  | 2002  |
| ----- | ----- | ----- | ----- | ----- | ----- |
| 1586  | ↘1580 | ↘1556 | ↘1552 | ↗1557 | ↗1567 |
| 2003  | 2004  | 2005  | 2006  | 2007  | 2008  |
| ↘1500 | ↘1487 | ↘1413 | ↗1417 | ↘1383 | ↘1364 |
| 2009  | 2010  | 2011  | 2012  | 2013  | 2014  |
| ↗1366 | ↘1280 | ↘1277 | ↘1245 | ↘1215 | ↘1197 |
| 2015  | 2016  | 2017  | 2018  | 2019  | 2020  |
| ↗1200 | ↘1168 | ↘1150 | ↘1143 | ↘1126 | ↘1103 |
| 2021  |       |       |       |       |       |
| ↘1090 |       |       |       |       |       |

По результатам Всероссийской переписи населения 2010 года, численность населения муниципального образования составила 1280 человек, в том числе 609 мужчин и 671 женщина. Оценка Росстата на 1 января 2012 года — 1245 человек.

## Населённые пункты
В состав сельского поселения входит 4 населённых пункта:
- село Красный Яр,
- посёлок Новый Путь,
- посёлок Семилетка,
- посёлок Чаячий.